# 怀安城镇
怀安城镇，是中华人民共和国河北省张家口怀安县下辖的一个乡镇级行政单位。 区域面积204.87平方千米。

## 行政区划
怀安城镇下辖以下地区：
建国街村、和平街村、兴隆街村、胜利街村、永宁街村、民主街村、幸福街村、至善街村、文德街村、解放街村、永安街村、北瓦窑村、北黄家窑村、顾家窑村、张家台村、常家房村、朱家屯村、张玘屯村、郭家窑村、南李家窑村、袁家房村、左家房村、张家屯村、杨家屯村、杨家庄村、官庄村、瓦窑口村、胡家房村、马家房村、红沟房村、右所堡村、阳房村、柳南窑村、窑子头村、阳房寨村、十里铺村、头卜子村、七里店村、山旗屯村、曲家房村和水沟口村。